# Alachua (Florida)
Alachua es una ciudad ubicada en el condado de Alachua en el estado estadounidense de Florida. En el Censo de 2020 tenía una población de 10 574 habitantes y una densidad poblacional de 292,2 personas por milla² (112,8 por km²).

## Geografía
Alachua se encuentra ubicada en las coordenadas 29°46′32″N 82°28′20″O / 29.77556, -82.47222. Según la Oficina del Censo de los Estados Unidos, Alachua tiene una superficie total de 90.98 km², de la cual 90 km² corresponden a tierra firme y (1.08%) 0.98 km² es agua.

## Demografía
Según el censo de 2020, había 10 574 personas residiendo en Alachua y la densidad de población era de 112,8 habitantes/km².
En el censo de 2010, de los 9059 habitantes en ese momento, Alachua estaba compuesto por el 72.02% blancos, el 21.4% eran afroamericanos, el 0.36% eran amerindios, el 2.2% eran asiáticos, el 0.03% eran isleños del Pacífico, el 1.82% eran de otras razas y el 2.16% pertenecían a dos o más razas. Del total de la población el 6.93% eran hispanos o latinos de cualquier raza.